# Шевченко, Иван Петрович
Иван Петрович Шевченко (род. 1967) — украинский шахтёр, забойщик на отбойных молотках структурного подразделения «Шахта Енакиевская» государственного предприятия «Орджоникидзеуголь», Донецкая область, Герой Украины (2010).

## Биография
Родился 16 октября 1967 года в г. Юнокоммунаровск Донецкой области.
На момент награждения работал забойщиком на отбойных молотках структурного подразделения «Шахта Енакиевская» государственного предприятия «Орджоникидзеуголь», город Енакиево Донецкой области.

## Награды и заслуги
- Звание Герой Украины (с вручением ордена «Золотая Звезда», 26.08.2010 — за героический и многолетний самоотверженный шахтерский труд, достижение высоких производственных показателей в добыче угля.
- Заслуженный шахтёр Украины (23.08.2006) — за высокий профессионализм, значительный личный вклад в развитие угольной промышленности и многолетний добросовестный труд[1].
- Полный кавалер знака «Шахтёрская слава».